# Смотрич (Смотрицкая поселковая община)
Смотрич (укр. Смотрич) — посёлок в Каменец-Подольском районе Хмельницкой области Украины. Административный центр Смотрицкой поселковой общины. Славу Смотричу принесла семья Смотрицких.
Посёлок расположен в восточном Подолье, на реке Смотрич, в 8 км от железнодорожной станции Балин на линии Ярмолинцы—Ларга.
Пищевая промышленность, производство керамики.

## История
Основан во второй половине XIV века. Магдебургское право с 1448 года.
В 1240 году его разрушили татары.
Князья Корятовичи сделали Смотрич столицей Подольского княжества.
1375 Смотрич принадлежал Подольскому князю Александру Кориатовичам. Его брат Юрий имел здесь резиденцию.
1430 Смотрич принадлежал великому князю литовскому Витовту.
1570 Смотрич относился к Каменецкому староству Речи Посполитой.
1615 по люстрации принадлежал брацлавскому воеводе Яну Потоцкому (умер 1611).
1764 Смотрич принадлежал Теодору Потоцькому.
В 1791 году была построена ратуша.
5 июля 1792 года привилегией короля Станислава Августа Понятовского подтверждено Магдебургское право, а также предоставлен герб с изображением Святого Георгия Победоносца, что уничтожает копьём змея, на красном фоне.

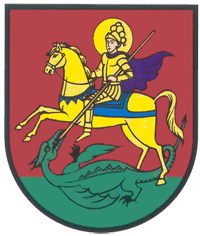
Герб Смотрича

В XIX веке местечко Смотрич было волостным центром Смотричской волости Каменецкого уезда Подольской губернии. В Смотриче была православная Успенская церковь, римско-католический костел, и синагога.
В конце XIX — начале XX века в Смотриче возникли сельский банк, вальцованная мельница, гончарные и ткацкие промыслы. Смотрич известен высоким искусством расписной художественной керамики. С XVIII века здесь производят миски, тарелки, баньки, игрушки. Изделия из Смотрича хранятся в музеях Киева, Львова, Полтавы, Санкт-Петербурга, Кракова и Днепра.
Смотрич (с марта 1923 по декабрь 1962) — районный центр УССР, посёлок городского типа, центр поселкового совета.
В 1989 году численность населения составляла 2603 человека.
По состоянию на 1 января 2013 года население составляло 1897 человек.
29 августа 2017 года образована Смотрицкая объединённая территориальная община путём объединения Смотрицкого поселкового совета и Балинского, Лысогорского, Рудского, Старогутянского сельских советов ныне упразднённого Дунаевецкого района.

## Знаменитые люди
Мелетий Смотрицкий (светское имя — Максим Герасимович Смотрицкий; псевдоним Теофил Ортолог; 1577 — 27 декабря 1633) — писатель, церковный и образовательный деятель Речи Посполитой, языковед, труды которого повлияли на развитие восточнославянских языков. Автор «Грамматики славянской» (1619), которая систематизировала церковнославянский язык.
Бачинский Дмитрий Григорьевич (1920—2007) — Герой Советского Союза, народный депутат СССР (1989—1991).
Нидзельский, Пётр Васильевич (1945) — заместитель министра энергетики Российской Федерации в 2000—2004 годах.